# 1177

## Události
- Benátský mír – Fridrich I. Barbarossa a Alexandr III. uzavřeli mír

## Narození
- srpen – Filip Švábský, římskoněmecký král († 21. června 1208)
- ? – Balduin V. Jeruzalémský, jeruzalémský král († září 1186)
- ? – Blanka Navarrská, hraběnka ze Champagne († březen 1229)
- ? – Ondřej II. Uherský, uherský král († 21. září 1235)

## Úmrtí
- 13. ledna – Jindřich II. Babenberský, falckrabě rýnský, rakouský markrabě, bavorský vévoda a vévoda rakouský (* 1107/1114)

## Hlavy států
- České knížectví – Soběslav II.
- Svatá říše římská – Fridrich I. Barbarossa
- Papež – Alexandr III.
- Anglické království – Jindřich II. Plantagenet
- Francouzské království – Ludvík VII.
- Polské knížectví – Měšek III. Starý – Kazimír II. Spravedlivý
- Uherské království – Béla III.
- Sicilské království – Vilém II. Dobrý
- Kastilské království – Alfonso VIII. Kastilský
- Rakouské vévodství – Jindřich II. Jasomirgott / Leopold V. Babenberský
- Skotské království – Vilém Lev
- Byzantská říše – Manuel I. Komnenos